# Лижні перегони на зимових Олімпійських іграх 2002
Змагання з лижних перегонів на зимових Олімпійських іграх 2002 тривали з 9 до 23 лютого в лижному центрі Солдатська долина, розташованому за 70 кілометрів від Солт-Лейк-Сіті. 
Олімпіада в Солт-Лейк-Сіті запам'яталася значною кількістю скандалів, пов'язаних із застосуванням спортсменами заборонених препаратів. У змаганнях серед чоловіків три золоті медалі (10+10 км, 30 км та 50 км) зі значною перевагою виграв Йохан Мюлегг, але через кілька тижнів його викрили в застосуванні допінгу і позбавили нагород. На дистанції 30 км золото передали австрійцеві Крістіану Гоффману, якого, своєю чергою, дискваліфікували через 9 років 2011 року за порушення у 2003-2006 роках (але золоту медаль Солт-Лейк-Сіті Гоффману залишили). Естонця Андруса Веерпалу, який виграв дистанцію 15 км і здобув срібну медаль на 50 км, теж 2011 року викрили в застосуванні гормону росту і дискваліфікували на 3 роки (але нагород так само не позбавили).
Серед жінок дискваліфікували Ларису Лазутіну та Ольгу Данилову. Збірна Росії, яка багато років на Олімпійських іграх та чемпіонатах світу домінувала в естафетних перегонах, цього разу навіть не зуміла виставити команду в естафеті.

## Чемпіони та призери

### Таблиця медалей
| Місце                | Країна               | Золото | Срібло | Бронза | Загалом |
| -------------------- | -------------------- | ------ | ------ | ------ | ------- |
| 1                    | Норвегія (NOR)       | 5      | 2      | 4      | 11      |
| 2                    | Італія (ITA)         | 2      | 2      | 2      | 6       |
| 3                    | Росія (RUS)          | 2      | 1      | 1      | 4       |
| 4                    | Німеччина (GER)      | 1      | 2      | 2      | 5       |
| 5                    | Естонія (EST)        | 1      | 1      | 1      | 3       |
| 6                    | Австрія (AUT)        | 1      | 1      | 0      | 2       |
| 7                    | Канада (CAN)         | 1      | 0      | 0      | 1       |
| 8                    | Чехія (CZE)          | 0      | 2      | 0      | 2       |
| 9                    | Швейцарія (SUI)      | 0      | 0      | 1      | 1       |
| 9                    | Швеція (SWE)         | 0      | 0      | 1      | 1       |
| Загалом (10 збірних) | Загалом (10 збірних) | 13     | 11     | 12     | 36      |

### Чоловіки
| Дисципліна                       | Золото                                                                     | Золото    | Срібло                                                                         | Срібло    | Бронза                                                                        | Бронза    |
| -------------------------------- | -------------------------------------------------------------------------- | --------- | ------------------------------------------------------------------------------ | --------- | ----------------------------------------------------------------------------- | --------- |
| 2×10 переслідування              | Фруде Естіль · Норвегія · Томас Альсґорд · Норвегія                        | 49:48.9   | Не вручали                                                                     |           | Пер Елофссон · Швеція                                                         | 49:52.9   |
| 15 км класичним стилем           | Андрус Веерпалу · Естонія                                                  | 37:07.4   | Фруде Естіль · Норвегія                                                        | 37:43.4   | Яак Мае · Естонія                                                             | 37:50.8   |
| Масстарт на 30 км вільним стилем | Крістіан Гоффманн · Австрія                                                | 1:11:31.0 | Михайло Ботвинов · Австрія                                                     | 1:11:32.3 | Крістен Шельдаль · Норвегія                                                   | 1:11:42.7 |
| 50 км класичним стилем           | Михайло Іванов · Росія                                                     | 2:06:20.8 | Андрус Веерпалу · Естонія                                                      | 2:06:44.5 | Одд-Б'єрн Єльмесет · Норвегія                                                 | 2:08:41.5 |
| естафета 4×10 км                 | Норвегія (NOR) Андерс Еукланн Фруде Естіль Крістен Шельдаль Томас Альсґорд | 1:32.45.4 | Італія (ITA) Фабіо Май Джорджо Ді Чента П'єтро Піллер Коттрер Крістіан Дзордзі | 1:32:45.8 | Німеччина (GER) Єнс Фільбріх Андреас Шлюттер Тобіас Ангерер Рене Зоммерфельдт | 1:33:34.5 |
| Спринт                           | Тур Арне Гетланн · Норвегія                                                | 2:56.9    | Петер Шлікенрідер · Німеччина                                                  | 2:57.0    | Крістіан Дзордзі · Італія                                                     | 2:57.2    |

### Жінки
| Дисципліна                       | Золото                                                                          | Золото    | Срібло                                                              | Срібло    | Бронза                                                                                     | Бронза    |
| -------------------------------- | ------------------------------------------------------------------------------- | --------- | ------------------------------------------------------------------- | --------- | ------------------------------------------------------------------------------------------ | --------- |
| 2×5 км переслідування            | Беккі Скотт · Канада                                                            | 25:09.9   | Катержина Нойманова · Чехія                                         | 25:10.0   | Віола Бауер · Німеччина                                                                    | 25:11.1   |
| 10 км класичним стилем           | Бенте Скарі · Норвегія                                                          | 28:05.6   | Юлія Чепалова · Росія                                               | 28:09.9   | Стефанія Бельмондо · Італія                                                                | 28:45.8   |
| Масстарт на 15 км вільним стилем | Стефанія Бельмондо · Італія                                                     | 39:54.4   | Катержина Нойманова · Чехія                                         | 40:01.3   | Юлія Чепалова · Росія                                                                      | 40:02.7   |
| 30 км класичним стилем           | Габріелла Перуцці · Італія                                                      | 1:30:57.1 | Стефанія Бельмондо · Італія                                         | 1:31:01.6 | Бенте Скарі · Норвегія                                                                     | 1:31:36.3 |
| естафета 4×5 км                  | Німеччина (GER) Мануела Генкель Віола Бауер Клаудія Нюстад Еві Захенбахер-Штеле | 49:30.6   | Норвегія (NOR) Маріт Б'єрген Бенте Скарі Гільде Педерсен Аніта Моен | 49:31.9   | Швейцарія (SUI) Андреа Губер Лоранс Роша Бріґітте Альбрехт-Лоретан Наташа Леонарді-Кортезі | 50:03.6   |
| Спринт                           | Юлія Чепалова · Росія                                                           | 3:10.6    | Еві Захенбахер-Штеле · Німеччина                                    | 3:12.2    | Аніта Моен · Норвегія                                                                      | 3:12.7    |

### Країни-учасниці
У змаганнях з лижних перегонів у Солт-Лейк-Сіті взяли участь спортсмени 44-х країн.
- Вірменія
- Австрія
- Білорусь
- Бразилія
- Болгарія
- Камерун
- Канада
- Китай
- Коста-Рика
- Хорватія
- Чехія
- Естонія
- Фінляндія
- Франція
- Німеччина
- Греція
- Угорщина
- Іран
- Ірландія
- Італія
- Японія
- Казахстан
- Кенія
- Латвія
- Ліхтенштейн
- Литва
- Македонія
- Молдова
- Монголія
- Непал
- Норвегія
- Польща
- Румунія
- Росія
- Словаччина
- Словенія
- Південна Корея
- Іспанія
- Швеція
- Швейцарія
- Тайланд
- Туреччина
- Україна
- США